# Henry Victor Deligny
Henry Victor Deligny (Rennes, 5 settembre 1855 – Les Authieux-sur-Calonne, 2 gennaio 1938) è stato un generale francese.
Era figlio di Victor Valéry Deligny, imbianchino, e di Anne Émilie Gilles. Entrò nella Saint-Cyr il 27 ottobre 1873.
Tenente colonnello il 12 luglio 1903, divenne sottocapo di stato maggiore del 2º Corpo d'Armata. Colonnello il 23 giugno 1907, fu nominato sotto-direttore degli studi alla Scuola superiore di guerra.
Il 23 marzo 1911 fu promosso generale di brigata e gli fu affidata la Direzione della fanteria al Ministero della Guerra.
All'inizio della guerra fu nominato generale di divisione a titolo temporaneo e comandò la 2ª divisione di fanteria dal 2 agosto 1914 al 4 settembre 1914.  Il 4 settembre 1914, fu posto alla testa del 1º Corpo d'Armata.
Comandante la 153ª Divisione di fanteria a partire dal 29 marzo 1915, si distinse nei giorni 24, 25 e 26 febbraio 1916, il che valse alla sua divisione una Citazione all'ordine dell'esercito il 24 marzo |1916. Assunse poi il comando del 39º Corpo d'Armata il 26 marzo 1916.
Ferito tre volte, titolare di due citazioni, notato durante la battaglia della Malmaison, il generale Deligny ricevette la targa di Grand Ufficiale della Legion d'Onore il 30 novembre 1917.
Dal 18 dicembre 1917 al 10 marzo 1919 comandò la 3ª regione militare (Rouen). Fu posto nei quadri della riserva a quest'ultima data.
Fu nominato Gran-croce della Legion d'onore nel 1934.